# Las Lagunas, Durango
Las Lagunas är en ort i Mexiko.   Den ligger i kommunen Pueblo Nuevo och delstaten Durango, i den centrala delen av landet, 800 km nordväst om huvudstaden Mexico City. Las Lagunas ligger 1 535 meter över havet och antalet invånare är 137.
Terrängen runt Las Lagunas är huvudsakligen bergig, men åt sydost är den kuperad. Runt Las Lagunas är det mycket glesbefolkat, med 6 invånare per kvadratkilometer. Närmaste större samhälle är Mesa de San Pedro, 5,4 km söder om Las Lagunas. I omgivningarna runt Las Lagunas växer huvudsakligen savannskog.